# Big Top Halloween
Big Top Halloween é o primeiro álbum da banda The Afghan Whigs.
| Críticas profissionais                                                      | Críticas profissionais |
| Avaliações da crítica                                                       | Avaliações da crítica  |
| Fonte                                                                       | Avaliação              |
| --------------------------------------------------------------------------- | ---------------------- |
| Allmusic                                                                    | [ 1 ]                  |
| Esta tabela precisa de ser acompanhada por texto em prosa. Consulte o guia. |                        |

## Faixas
Todas as faixas foram compostas por Greg Dulli e John Curley.
| N.º | Título                | Duração |  |
| 1.  | "Here Comes Jesus"    | 3:36    |  |
| 2.  | "In My Town"          | 2:58    |  |
| 3.  | "Priscilla's Wedding" | 4:07    |  |
| 4.  | "Push"                | 3:06    |  |
| 5.  | "Scream"              | 3:22    |  |
| 6.  | "But Listen"          | 5:23    |  |
| 7.  | "Big Top Halloween"   | 3:33    |  |
| 8.  | "Life in a Day"       | 2:04    |  |
| 9.  | "Sammy"               | 3:15    |  |
| 10. | "Doughball"           | 2:16    |  |
| 11. | "Back o' the Line"    | 2:40    |  |
| 12. | "Greek Is Extra"      | 2:54    |  |

## Créditos
- Greg Dulli: guitarra, vocal
- Rick McCollum: guitarra
- John Curley: baixo
- Steve Earle: bateria